# VinziDorf-Hospiz
Das VinziDorf-Hospiz der Elisabethinen ist ein Hospiz für obdachlose Menschen in Graz. Es wird vom Krankenhaus der Elisabethinen in Graz betrieben. Es wurde am 5. April 2017 eröffnet und ist das erste Hospiz speziell für obdachlose Menschen in Österreich.

## Geschichte
Im Krankenhaus der Elisabethinen besteht seit 1998 eine Palliativstation. Am 8. Mai 2015 verkündete Mutter Bonaventura Holzmann, Generaloberin des Konvents der Elisabethinen Graz, bei einem Benefizabend in der Helmut-List-Halle, dass die Elisabethinen ein Hospiz für schwerkranke obdachlose Menschen errichten werden, damit ihnen Krankenhausaufenthalte in ihrer letzten Lebensphase erspart bleiben können.
Als geeigneter Ort wurde die direkte Nachbarschaft des VinziDorfes (Leonhardplatz 900, gegenüber dem LKH-Universitätsklinikum Graz) in Graz ausgewählt, einer langfristigen Wohnversorgung für alkoholkranke, obdachlose Männer. Die Pfarre St. Leonhard stellte für die Errichtung ein Wirtschaftsgebäude an der Riesstraße zur Verfügung. Baubeginn war im Herbst 2016. Am 5. April 2017 wurde die Einrichtung unter dem Namen VinziDorf-Hospiz vom steirischen Landeshauptmann Hermann Schützenhöfer eröffnet und vom Bischof der Diözese Graz-Seckau Wilhelm Krautwaschl gesegnet. Anfang Mai wurde der erste Bewohner aufgenommen.

## Finanzierung
Der Bau wurde von der Firma Anton Paar GmbH als Großsponsor finanziert. Der laufende Betrieb finanziert sich aus Spenden von Firmen und Privatpersonen. Für die ersten Jahre wurde eine Anstoßfinanzierung des Gesundheitsfonds Steiermark gewährt.

## Konzept
Das VinziDorf-Hospiz umfasst zwei Hospizbetten. Aufgenommen werden obdachlose, volljährige Menschen, die eine stationäre Hospizversorgung benötigen. Die Bewohner werden von 24-Stunden-Betreuern versorgt und von medizinisch-pflegerischem Fachpersonal dreimal pro Woche besucht. Da bei Hospizpatienten keine Heilung erreicht werden kann, ist die höchstmögliche Lebensqualität das Therapieziel. Unterstützt wird das Personal durch ehrenamtlich Mitarbeitende des Hospizvereins Steiermark und durch ehrenamtliche Ärzte.

## Auszeichnungen
Am 11. Oktober 2017 wurde den Elisabethinen für das VinziDorf-Hospiz der goldene Sonderpreis der Jury des KlinikAwards verliehen.